# غارغانتوا
غارغانتوا (بالإنجليزية: Gargantua)‏ هو كهفٌ من الحجر الجيري يقعُ على هضبة آندي غود [الإنجليزية] في ألبرتا وكولومبيا البريطانية في كندا. اعتبارًا من عام 2002، فإنه يحتوي على 6,001 مترًا من الممرات بعمق 286 مترًا. كما يحتوي على أكبر كهفٍ طبيعيٍ في كندا بطول 290 مترًا وعرض 30 مترًا وارتفاع 25 مترًا.
في أكتوبر 2002، حوصرت مجموعة من طلاب نادي الكهوف [الإنجليزية] من مدرسة والتر راي مايرز الثانوية [الإنجليزية] في الكهف طوال الليل، وذلك بعد فشلهم في عبور مخرج الشلال.